# Les Causeries d'`Abdu'l-Bahá à Paris
 (septembre 2019).
- Si vous ne connaissez pas le sujet, laissez ce bandeau (vous pouvez alors contacter les auteurs).
- Si vous supprimez le contenu mis en cause (vous pouvez préalablement contacter les auteurs),

argumentez précisément cette suppression dans la page de discussion
(un manque de référence n'est pas un argument ; une recherche réelle de référence doit avoir été effectuée, être formellement documentée).
 (septembre 2019).
Les Causeries d’`Abdu'l-Bahá à Paris (en anglais : Paris Talks) est un livre recueillant les discours tenus par `Abdu'l-Bahá lors de son séjour à Paris en 1911, à propos des principes de Bahá’u’lláh. 
La retranscription de ces entretiens est principalement basée sur les notes que prirent Lady Blomfield et ses filles lors des prises de parole d'`Abdu'l-Bahá à Paris.
Ce dernier est le fils aîné de Bahá’u’lláh, fondateur du bahaïsme.

## Contexte
'Abbâs Effendi succède à son père lorsque celui-ci meurt, le 29 mai 1892, et prend alors le titre d'`Abdu'l-Bahá (« Serviteur de Bahá ») : il est désigné dans le livre-testament Kitáb-i-‘Ahdí (le Livre de l’Alliance) laissé par Bahá’u’lláh, comme étant l'unique chef de la communauté bahá’íe, et l'unique interprète autorisé de ses écrits.
Bien qu'ayant été fait prisonnier par l'Empire ottoman, il réussit tout de même à contribuer à la propagation de la foi bahá’íe hors des frontières du Moyen-Orient, notamment grâce à un contact direct avec les premiers croyants occidentaux qui se rendaient alors en voyage en Palestine. En tant que nouveau chef de la communauté bahá’íe, `Abdu'l-Bahá avait pleinement conscience des responsabilités que lui incombaient, de son rôle, de son engagement à expliquer la vision de son père, et à la diffuser partout dans le monde. C'est ainsi qu'à sa libération en 1908, `Abdu'l-Bahá entreprit de voyager dans le but de présenter personnellement les principes du bahaïsme au monde occidental. 
Alors âgé de 67 ans, le chef bahá’í quitte la Palestine pour une série de voyages vers l'Ouest, qu'il effectuera entre les années 1910 et 1913. Après une halte en Égypte, il se rend en Europe où il pose ses bagages, tout d'abord à Londres, avant de continuer son périple vers Paris. Plus tard, il se rend également en Amérique du Nord.

### Séjour à Paris
`Abdu'l-Bahá arrive le 15 octobre 1911 à Paris, et y séjourne durant neuf semaines. Tout au long de cette période, il réside au 4 Avenue de Camoëns, près du Trocadéro. Dans la capitale française, il est aidé par Hippolyte Dreyfus-Barney et sa femme, Laura Dreyfus-Barney (en), ainsi que par Lady Blomfield venue de Londres.
Le couple Dreyfus-Barney a grandement participé à la réussite du séjour d'`Abdu'l-Bahá à Paris en s'attelant à faire connaître la foi bahá’íe notamment en France, et ce dès leur conversion : après avoir appris l'arabe et le persan, Hippolyte entreprit de traduire en français une grande partie des œuvres de Bahá’u’lláh, et Laura publia, à peine deux ans avant la venue d'`Abdu'l-Bahá à Paris, Les leçons de Saint-Jean-d'Acre (en), un recueil de questions-réponses qui avait élargi l'horizon des chercheurs du monde entier sur l'Orient, et permis d'exprimer sa pensée dans une langue simple. La publication de ces différents ouvrages sur le bahaïsme facilitait la distinction entre les éventuelles catégories de personnes qui seraient intéressées par les questions spirituelles, et ainsi de mieux préparer la venue du chef bahá’í.
`Abdu'l-Bahá tint son premier discours à Paris le 16 octobre. Plus tard dans la même journée, il se rendit avec quelques-uns de ceux venus l'écouter un peu plus tôt, dans un quartier défavorisé de la banlieue parisienne où se trouvait une école pour orphelins tenue par M. et Mme Ponsonaille, dont l'initiative fut abondamment louée par `Abdu'l-Bahá.
Entre le 16 octobre et le 26 novembre, le chef de la foi bahá’íe donna presque chaque jour une conférence — parfois même plusieurs par jour. Alors que la plupart de ses déclarations avaient été faites dans sa résidence en France, il prit également la parole au siège de la Société théosophique, à L'Alliance Spiritaliste, et le 26 novembre, à l'église de Charles Wagner, le « Foyer de l’Âme ».
`Abdu'l-Bahá quitte la France le 2 décembre 1911, et continue son voyage en Occident.

### Écriture du recueil

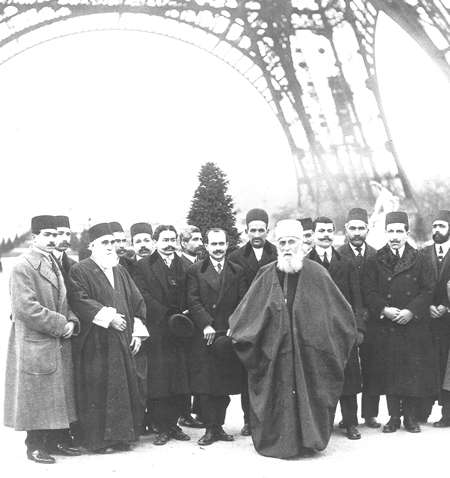
`Abdu'l-Bahá aux pieds de la Tour Eiffel lors de son deuxième voyage à Paris (1913).

On doit la publication de Paris Talks essentiellement aux « copieuses notes » que prirent en français quatre visiteurs venus de Grande-Bretagne : Lady Sarah Louisa Blomfield, ses deux filles — Mary Esther Blomfield et Rose Ellinor Cecilia Blomfield —, ainsi que Beatrice Marion Platt. Bien que le recueil compilant le texte des conférences données par `Abdu'l-Bahá ait été publié en anglais, ce dernier s'exprimait en persan, tandis qu'Hippolyte Dreyfus-Barney et sa femme traduisaient ses paroles en français. Ce n'est que plus tard que Lady Blomfield traduisit en anglais l'ensemble de la retranscription des discours prononcés par le chef de la communauté bahá’íe.
Lorsque les Causeries furent prêtes, le livre fut envoyé à 'Abdu'l-Bahá afin qu'il l'apprécie et fasse d'éventuelles rectifications. Il le lut et fut ravi de la traduction anglaise. Il souhaita que le recueil soit publié sans délai : c'est ainsi qu'il parut en mai 1912. Disponible tout d'abord auprès de l'agence Bahá'í Publishing Trust à Londres, l'ouvrage fut ensuite traduit en français par Mme Hesse, en 1939 ; Mme Lynch et Mme Dreyfus-Barney contribuèrent à sa publication à Genève. 
La version originale (publiée sous le nom de Talks by Abdul Baha Given in Paris) ne contenait alors que les discours d'`Abdu'l-Bahá dispensés à Paris entre les mois d'octobre et de décembre 1911. Une seconde édition, publiée en 1915, a été segmentée en trois parties, plutôt que deux ; la troisième partie étant consacrée à des discussions qui se tinrent en Grande-Bretagne.
Paris Talks fut aussi publié aux États-Unis sous le titre The Wisdom of `Abdu'l-Bahá.

## Contenu
À partir de la seconde édition en anglais de Paris Talks, le recueil est divisé en trois parties, et non plus en deux parties. 

### Première partie
La première partie des Causeries d’`Abdu'l-Bahá à Paris contient la retranscription des discours que tint le chef de la communauté bahá’íe entre le 16 octobre et le 26 novembre 1911. Ces notes traitent de sujets divers.
En voyage en Europe, et à la veille de la Première Guerre mondiale, `Abdu'l-Bahá adapte son discours à son auditoire et au moment où il est prononcé.
Dans ses premiers discours, le chef de la foi bahá'íe, évoque l'importance d'une union transnationale entre les individus, en rappelant les conséquences désastreuses que peuvent avoir les conflits. Il énonce différentes vertus qu'il est bon d'apprendre et de mettre en pratique, telles que la bonté, la sympathie et la solidarité.
Réalisant qu'il se trouvait dans un pays à tradition chrétienne, `Abdu'l-Bahá en vient à exposer la position bahá'íe en regard du christianisme et de la conception des temps messianiques de cette religion révélée ; il affirme à l'assistance que selon Bahá’u’lláh, Jésus-Christ était le Messie que les Juifs attendaient, même s'ils n'ont pas su le reconnaître en tant que tel. Le bahaïsme considère que Bahá’u’lláh comble les attentes messianiques des religions antérieures à cette nouvelle religion. Ainsi, la Nouvelle portée par le Christ est en conformité avec la foi bahá'íe, qui ne fait qu'adapter la tradition abrahamique au contexte moderne (causerie no 16, datée du 30 octobre 1911). `Abdu'l-Bahá évoque également tout au long des discussions suivantes, les apôtres, notamment lorsqu'il parle des deux natures de tout homme (causerie no 18, datée du 1er novembre 1911).
`Abdu'l-Bahá aborde également la place de la spiritualité dans des sociétés modernes telles que les sociétés européennes (causeries no 19 à 23, dispensées entre les 2 et 5 novembre 1911).
Enfin, il invoque Bahá’u’lláh, son histoire et les principes désignés comme éléments fondateurs du bahaïsme (notamment dans les causeries no 24 et 25). Dans les discours suivants, `Abdu'l-Bahá s'adresse à son auditoire tels qu'à des fidèles bahá'ís et leur prodigue nombre de conseils et de recommandations dans leur mise en pratique des principes bahá'ís (tel que dans la causerie no 32, « il faut que les bahá'ís s'efforcent de tout leur cœur d'améliorer la condition de l'Humanité » ou dans la causerie no 38, « ne vous découragez pas d'être en petit nombre »). Bien que la plupart des causeries aient été dispensées à sa résidence lors de son séjour à Paris (au 4, avenue Camoëns), il prit également la parole dans l'atelier d'un artiste (causerie no 24 datée du 6 novembre), au siège de l'Alliance Spiritualiste (causerie no 28, datée du 9 novembre) et au Foyer-de-l'Âme (causerie no 39, datée du 26 novembre). Ces endroits avaient été soigneusement sélectionnés pour permettre au dirigeant de la foi bahá'íe en voyage en Europe, de prôner la paix entre les religions.
Cette première partie s'achève alors qu'Abdu'l-Bahá, se trouvant à la Société théosophique, lors de la journée du 10 novembre, énonce et détaille brièvement les onze principes de Bahá’u’lláh :
- premier principe : recherche de la vérité ;
- deuxième principe : unité du genre humain ;
- troisième principe : religion cause d'amour et d'amitié (nommé en anglais : la religion, cause d'amour et d'affection) ;
- quatrième principe : unité de la religion et de la science ;
- cinquième principe : abolition des préjugés (nommé en anglais : les préjugés de religion, de race ou de secte détruisent les fondations de l'humanité) ;
- sixième principe : égalisation des moyens d'Existence (nommé en anglais : opportunité égale aux moyens d'existence) ;
- septième principe : égalité des hommes devant la Loi (nommé en anglais : l'égalité des hommes — égalité devant la Loi) ;
- huitième principe : paix universelle ;
- neuvième principe : non-ingérence de la religion dans la politique (nommé en anglais : que la religion ne devrait pas se préoccuper de questions politiques) ;
- dixième principe : éducation des femmes (nommé en anglais : éducation et instruction des femmes) ;
- onzième principe : puissance de l'Esprit Saint (nommé en anglais : la puissance de l'Esprit Saint, par lequel seul le développement spirituel est réalisé).

Le titre donné à chacun des principes ci-dessus cités, diffère parfois du celui attribué à leur détail quelques chapitres plus loin dans le texte en anglais comme en français. Que le titre ait pu être modifié à la suite d'une précision faite par `Abdu'l-Bahá au moment de son discours détaillé sur les différents Principes, ou qu'il s'agisse d'une négligence de la part de l'éditeur du recueil, il est tout de même important de faire remarquer ces différences.

### Deuxième partie
Après avoir énuméré succinctement à la Société théosophique les Onze Principes que Bahá’u’lláh avait énoncés comme fondements de la foi bahá'íe, Abdu'l-Bahá les détaille un à un dans la deuxième partie des Causeries. Ces explications sont données entre les 10 et 18 novembre 1911, au domicile de séjour d'`Abdu'l-Bahá, à l'avenue Camoëns.    
- Premier principe : recherche de la vérité : L'homme doit rechercher la Vérité, commune à toutes les religions. Les différences qui peuvent apparaître entre les nations, n'ont pour origine que leur attachement aux préjugés, c'est pourquoi l'homme doit se défaire de tout préjugé afin de découvrir la Vérité[9].
- Deuxième principe : unité du genre humain : Tous les hommes et femmes ont la même origine : ils descendent tous d'Adam. Ils sont tous égaux devant Dieu qui ne fait aucune différence entre eux. Quelle que soit la nation à laquelle appartient chaque homme, il a été créé par un même Dieu unique, par conséquent il n'y a pas lieu d'établir des divisions entre les uns et les autres. La seule différence pouvant exister entre les hommes est celle de leur condition : il y a ceux qu'il faut guider et instruire, et ceux dont il faut prendre soin (malades...)[10].
- Troisième principe : religion cause d'amour et d'amitié : La religion a pour vocation d'unir les hommes, en faisant naître la spiritualité parmi eux, et en illuminant leur âme. Elle permet ainsi d'empêcher les discordes[11]. Ce principe étant rappelé dans de nombreux autres discours retranscrits dans les Causeries, et expliqué au-travers de plusieurs autres Principes, Abdu'l-Bahá a choisi de ne pas en faire une description spécifique[12].
- Quatrième principe : accord entre la religion et de la science (nommé en anglais : l'acceptation de la relation entre la religion et la science) : La religion ne peut exister sans la science. Toutes deux sont nécessaires à l'homme pour atteindre la Vérité. Toute religion qui nierait la science, ne serait qu'ignorance. `Abdu'l-Bahá explique que la religion possède deux aspects essentiels : l'aspect spirituel et l'aspect pratique. L'aspect spirituel ne change jamais, puisque tous les Prophètes qui se sont succédé sur terre ont transmis la même Vérité, alors que l'aspect pratique, comprenant les rituels et les formes extérieures de la religion, doit s'adapter aux nécessités de l'époque. C'est pourquoi le côté spirituel est le plus important. Le chef spirituel continue et affirme que lorsque la religion sera délivrée de ses superstitions, de ses traditions et de ses dogmes inintelligibles, elle se trouvera en conformité avec la science. C'est alors qu'une grande force d'union apparaîtra dans le monde, qui supprimera toutes les guerres et les conflits[13].
- Cinquième principe : abolition des préjugés : Les préjugés sont à l'origine de la haine et de la division de l'Humanité. Il faut considérer tous les hommes comme faisant partie d'une seule race, vivant dans un grand pays, la Terre. Ce sont les notions de religion, de race et de nation instituées par l'homme qui imposent ces divisions. Devant Dieu, ses créatures appartiennent toutes à une seule et même Création[14].
- Sixième principe : égalisation des moyens d'existence (nommé en anglais : moyens d'existence) : Chaque être humain a le droit de vivre conformément à un certain bien-être. Toute personne devrait pouvoir manger à sa faim chaque jour, et avoir sa part de confort. Dans un souci d'harmonisation des moyens d'existence, les uns ne devraient pas vivre dans un luxe excessif, tandis que d'autres n'auraient pas de quoi subvenir à leurs besoins[15]. Il s'agit là d'un des principes les plus importants de l'enseignement de Bahá’u’lláh[15].
- Septième principe : égalité des hommes : La loi est celle qui régit la société, et non pas l'être humain. Tous les hommes sont égaux devant elle, et elle doit régner de façon absolue. C'est en imposant des lois qui seront respectées, que la Terre deviendra alors un lieu où la vraie fraternité régnera: la solidarité entre les hommes est la clé qui permet de trouver la Vérité[16].
- Huitième principe : paix universelle, langue universelle (nommé en anglais : paix universelle) : Un tribunal suprême devra être élu par les peuples et les gouvernements de toutes les nations. Tous les conflits y seront examinés, et sa mission sera d'empêcher la guerre. Une importante initiative qui permettra d'atteindre la paix universelle, est l'établissement d'une langue universelle qui serait parlée par tous, en plus de la langue maternelle. `Abdu'l-Bahá préconise qu'un congrès international puisse être tenu, afin de définir qu'elle serait la langue qui pourrait être parlée aussi bien par les gens d'Orient que ceux d'Occident[17].
- Neuvième principe : non-ingérence de la religion dans la politique : La religion, se rapportant aux questions du cœur, de la morale, de l'esprit, et la politique au côté matériel de la vie, leurs intérêts ne sont pas les mêmes. C'est pourquoi cette première ne devra en aucun cas interférer dans les discussions d'ordre politique[18].
- Dixième principe : éducation des femmes (nommé en anglais : l'égalité des sexes) : Que ce soit en matière religieuse ou dans la société, les femmes ont des droits égaux à ceux des hommes. Si dans une quelconque partie du monde, le sexe féminin est considéré comme inférieur à celui de l'homme, cela ne constitue pas un élément de preuve attestant d'une donnée de la nature, mais plutôt d'un défaut d'éducation. `Abdu'l-Bahá parle spécifiquement de l'instruction des femmes, car elle est selon lui ce qui pourrait prouver qu'elles ont avec les hommes d'égales capacités. Il continue et ajoute que si la femme devenue mère est éduquée, ses enfants le seront aussi. Ainsi, l'entière future génération dépend de l'éducation de ces femmes. Venu d'Orient, ce principe a toute son importance pour `Abdu'l-Bahá qui admet que les femmes n'y ont pas toutes accès à l'éducation, contrairement aux femmes en Europe[19].
- Onzième principe : puissance de l'Esprit Saint : Le développement spirituel ne peut se faire que par le souffle de l'Esprit saint. C'est lui qui éleva les Prophètes de Dieu au-dessus des autres hommes et leur permit d'enseigner la Vérité. Le monde, même embelli, peut n'être qu'un corps sans vie s'il n'a pas d'âme, n'ayant par lui-même aucune signification réelle. L'Esprit saint est la source d'énergie dans la vie humaine. Selon l'explication d'`Abdu'l-Bahá, quiconque obtient cette force est capable d'influencer tous ceux avec lesquels il entre en contact[20]. Abdu'l-Bahá finit son enseignement en intimant ses auditeurs de s'efforcer de vivre et d'agir toujours en conformité absolue avec les enseignements et les lois de Bahá'u'lláh, afin que chacun puisse apercevoir qu'à travers le moindre des actes, ils demeurent, en paroles et en actions, des disciples de la Perfection bénie[21]. Dans la dernière causerie de cette deuxième partie, nommée dans la version française La dernière réunion, le chef spirituel se sépare de ses disciples. Elle est datée du 1er décembre et a été donnée au domicile des Dreyfus-Barney, au 15 rue Greuze, à Paris[3].

### Troisième partie
Bien que composée de plusieurs chapitres, on peut distinguer dans la troisième partie des Causeries trois sous-parties: un premier discours tenu par `Abdu'l-Bahá, une série de questions-réponses, ainsi qu'une Tablette. Tous ont été retranscrits lors du séjour d'`Abdu'l-Bahá à Londres. Cette troisième partie ne figure pas dans la version française. 
Le premier discours a été tenu le dimanche 12 janvier 1913 dans la maison d'un Ami, à St. Martin’s Lane. `Abdu'l-Bahá y parle des Frères en pureté, société secrète millénaire dont les membres étaient guidés par une « lumière intérieure ». Par leur méditation, ils parvenaient à obtenir réponse à nombre de questions d'ordre divin et scientifique qu'ils se posaient. `Abdu'l-Bahá affirme que par la méditation, l'homme peut recevoir en lui le souffle de l'Esprit Saint.  
La seconde sous-partie est composée d'une série de questions qui ont été posées à `Abdu'l-Bahá, et dont les réponses ont été retranscrites. Ces questions réponses sont datées du 26 décembre 1912. Le premier chapitre intitulé prière en anglais, répertorie les questions « La prière doit-elle prendre la forme d'une action ? » et « quel est le but de nos vies ? ». Le second chapitre pose la question « qu'est-ce que le mal ? » Enfin dans le quatrième chapitre, `Abdu'l-Bahá répond aux questions concernant le bonheur, la tristesse et leur influence sur le développement de l'âme. La dernière question est plutôt d'ordre mystique et aborde le sujet de la vie après la mort. 
Dans le dernier chapitre de cette sous-partie, `Abdu'l-Bahá explique qu'il y a quatre types d'Amour : le premier est celui qui se répand de Dieu à l'homme, le second est celui qui passe de l'homme à Dieu, le troisième est l'amour de Dieu envers sa propre identité (« la réflexion de Lui-même dans le miroir de Sa création ») et enfin, le quatrième est l'amour entre les Hommes.  
La troisième sous-partie comprend une Tablette révélée par `Abdu'l-Bahá le 28 août 1913.  

## Les Causeries à Parisdans l’ensemble de la littérature bahá’íe
Les voyages et les prises de parole d'`Abdu'l-Bahá à travers l'Occident permirent de diffuser largement la littérature bahá’íe. De ce fait, plusieurs décennies après sa visite, le nombre de croyants dans la communauté américaine notamment, a considérablement augmenté.
Pour ce qui est de la publication en français de Paris Talks, celle-ci s'est révélée très utile aux différents chercheurs à Paris et dans d'autres villes de France, curieux d'en apprendre plus sur cette nouvelle religion venue d'Orient: le bahaïsme.
Cependant, l'authenticité de Paris Talks et de ses différentes versions traduites, a été remise en question. En effet, il n'est pas sans remarquer les choix d'édition arbitraires qui notamment, plutôt que de suivre l'ordre chronologique dans lequel ont été dispensées les causeries d'`Abdu'l-Bahá, ont choisi un arrangement soumis à caution, des différentes causeries. À titre d'exemple, dans la seconde partie de l'ouvrage, la description du dixième principe (daté du 14 novembre), vient après celle faite du Neuvième, bien que celui-ci ait apparemment été abordé plus tard (ce discours est daté du 17 novembre). 
De plus, dans la première partie des Causeries, la retranscription du discours tenu par `Abdu'l-Bahá à la Société théosophique, n'est pas datée, comme certaines descriptions des onze principes d'ailleurs : c'est ainsi qu'au fil des pages on passe de la description du cinquième principe (daté du 13 novembre) à celui du Neuvième (daté du 17 novembre), alors qu'il est de notoriété qu'`Abdu'l-Bahá a donné une conférence presque tous les jours lors de son séjour à Paris.  
En ce qui concerne les versions traduites du recueil, comme celle en français, certaines formules ou la présentation même des causeries (auxquelles un titre est donné à presque chacune) diffèrent de celles se trouvant dans la version en anglais, qui aurait été lue et approuvée par `Abdu'l-Bahá lui-même, selon Lady Blomfield.  
Même si ces initiatives ont pu être prises dans le but de publier un recueil clair et agréable à la lecture, ces omissions, remaniements du texte original et autres choix de présentation ne peuvent de nos jours que semer le doute quant à l'authenticité de cette retranscription des causeries dispensées par `Abdu'l-Bahá, qui se devrait d'être fidèle à l'énoncé.
Après une question posée par un croyant bahá’í le 19 février 1996 à la Maison Universelle de Justice, le Centre de recherche sur les textes bahá’ís répond à propos de la validité des transcriptions des entretiens donnés par `Abdu'l-Bahá à Paris, en déclarant qu'elles n'ont pas été lues et authentifiées par lui, et ce malgré ce que Lady Blomfield affirme dans son livre The Chosen Way à propos de la version anglophone. En effet, selon la Maison Universelle de Justice, la retranscription originale (en langue persane) des discours donnés par `Abdu'l-Bahá n'est pas totalement disponible (contrairement à d'autres ouvrages comme Some Answered Questions (en)), c'est pourquoi elle recommande que dans le futur soit authentifiée chaque causerie afin de distinguer les discours sans certification, de ceux faisant partie de l'Écriture bahá'íe. Toutefois, Shoghi Effendi, responsable de la foi bahá'íe dans la première moitié du XXe siècle, a déclaré que, même si les textes ne sont pas authentifiés, les compilations peuvent toujours être utilisées par les bahá'ís, le temps que des travaux à venir soient entrepris pour définir quels morceaux sont effectivement authentiques.
De plus, dans une lettre qui lui était adressée et datée de juin 1950, le « Gardien de la Cause de Dieu » affirme que « [des] livres tels que Some Answered Questions (en) et Paris Talks » doivent être impérativement publiés au détriment d'autres, la communauté allemande ayant eu à l'époque urgemment besoin d'une traduction de ces ouvrages.